# Chantenay-Saint-Imbert
Chantenay-Saint-Imbert település Franciaországban, Nièvre megyében. Lakosainak száma 1090 fő (2022. január 1.). Chantenay-Saint-Imbert Aubigny, Saint-Léopardin-d’Augy, Azy-le-Vif, Livry, Saint-Pierre-le-Moûtier, Toury-sur-Jour és Tresnay községekkel határos.

## Népesség
A település népességének változása:
| Lakosok száma | 1232 | 1218 | 1216 | 1172 | 1149 | 1152 | 1108 | 1106 | 1090 |
|               | 2013 | 2015 | 2016 | 2017 | 2018 | 2019 | 2020 | 2021 | 2022 |